# Regionalwahl in Venetien 2020
Die Regionalwahl in Venetien 2020 fand am 20. und 21. September statt; der Regionalrat und der Präsident der Region Venetien wurden gleichzeitig gewählt.

## Wahlergebnis
| Kandidaten                             | Kandidaten         | Stimmen   | %    | Listen                                             | Stimmen   | %    | Mandate |
| -------------------------------------- | ------------------ | --------- | ---- | -------------------------------------------------- | --------- | ---- | ------- |
|                                        | Luca Zaiagewählt   | 1.883.959 | 76,8 | Zaia Presidente                                    | 916.087   | 44,6 | 23      |
| Lega Salvini                           | Luca Zaiagewählt   | 1.883.959 | 76,8 | 347.832                                            | 16,9      | 9    |         |
| Fratelli d’Italia                      | Luca Zaiagewählt   | 1.883.959 | 76,8 | 196.310                                            | 9,6       | 5    |         |
| Forza Italia - Autonomia per il Veneto | Luca Zaiagewählt   | 1.883.959 | 76,8 | 73.244                                             | 3,6       | 2    |         |
| Lista Veneta Autonomia                 | Luca Zaiagewählt   | 1.883.959 | 76,8 | 48.392                                             | 2,4       | 1    |         |
| ↳ Gesamt                               | Luca Zaiagewählt   | 1.883.959 | 76,8 | 1.581.865                                          | 77,0      | 40   |         |
|                                        | Arturo Lorenzoni   | 385.768   | 15,7 | Partito Democratico                                | 244.881   | 11,9 | 6       |
| Il Veneto che Vogliamo                 | Arturo Lorenzoni   | 385.768   | 15,7 | 41.275                                             | 2,0       | 1    |         |
| Europa Verde                           | Arturo Lorenzoni   | 385.768   | 15,7 | 34.647                                             | 1,7       | 1    |         |
| +Veneto in Europa - Volt               | Arturo Lorenzoni   | 385.768   | 15,7 | 14.246                                             | 0,7       | –    |         |
| Sanca Autonomia                        | Arturo Lorenzoni   | 385.768   | 15,7 | 2.405                                              | 0,1       | –    |         |
| Nicht gewählte Direktkandidat          | Arturo Lorenzoni   | 385.768   | 15,7 | –                                                  | –         | 1    |         |
| ↳ Gesamt                               | Arturo Lorenzoni   | 385.768   | 15,7 | 337.454                                            | 16,4      | 9    |         |
|                                        | Enrico Cappelletti | 79.662    | 3,2  | Movimento 5 Stelle                                 | 55.281    | 2,7  | 1       |
|                                        | Paolo Girotto      | 21.679    | 0,9  | Movimento 3V                                       | 14.916    | 0,7  | –       |
|                                        | Antonio Guadagnini | 20.502    | 0,8  | Partito dei Veneti                                 | 14.916    | 0,7  | –       |
|                                        | Paolo Benvegnù     | 18.529    | 0,8  | Solidarietà Ambiente Lavoro (PRC - PCI)            | 11.846    | 0,6  | –       |
|                                        | Daniela Sbrollini  | 15.198    | 0,6  | Daniela Sbrollini Presidente (IV - PSI - CV - PRI) | 12.426    | 0,6  | –       |
|                                        | Patrizia Bartelle  | 14.518    | 0,6  | Territori in Comune - Veneto Ecologia Solidarietà  | 9.061     | 0,4  | –       |
|                                        | Simonetta Rubinato | 13.703    | 0,6  | Veneto - Simonetta Rubinato per le Autonomie       | 12.082    | 0,6  | –       |
| Gesamt                                 | Gesamt             | 2.453.518 | 100  |                                                    | 2.055.173 | 100  | 49      |